# パラキサンチン
パラキサンチン（Paraxanthine）は、キサンチンのジメチル誘導体で、カカオに含まれるテオブロミン、緑茶に含まれるテオフィリンの異性体である。カフェイン（1,3,7-トリメチルキサンチン）の構造の骨格となっており、カフェインと同等の向精神性の精神刺激薬としての作用を持つ。

## 合成と代謝
パラキサンチンは植物では生産されず、天然では動物によるカフェインの代謝物としてのみ見られる。吸収されたカフェインのうち、およそ84%は3位のメチル基が外されてパラキサンチンとなる。
カフェイン生合成経路として提案されているもののいくつかはパラキサンチンをバイパス中間体としている。しかし植物のアルカロイドには現れないことから、天然ではほとんど生産されないと考えられている。
パラキサンチンは動物に対し様々な生理作用を及ぼす。人間ではアデノシン受容体に対して、非選択性の競争阻害剤となる。結果としてパラキサンチンは血圧を上昇させ、アドレナリンの放出量を増やす。さらに脂肪の分解を促し、血液中の遊離脂肪酸の濃度を増やす。カフェインにはない特徴として、パラキサンチンはNa+/K+-ATPアーゼのエフェクターとして働き、カリウムイオンの骨格筋組織への流入量を増やす。また筋肉中のカルシウムイオン濃度も増加する。
パラキサンチンはカフェインよりも毒性が低いと考えられている。しかし妊婦では血中濃度が高まると妊娠中絶の危険性が高まる。